# 星耀路站
星耀路站是一个位于中华人民共和国云南省昆明市官渡区矣六街道星耀路与彩云北路交叉口北侧，属于昆明地铁1号线的地铁车站。该站为高架岛式车站，旅客从道路两边的天桥进站，于2009年7月13日开工建设，2013年5月20日投入运营。
该站曾因肺炎疫情于2020年1月30日停运，3月18日恢复运营。

## 车站楼层
| 地上三层 站台层 |                                                | █ 1号线往北部汽车站（珥季路）                      |
| 地上三层 站台层 | 岛式站台，左侧開门                             |                                                    |
| 地上三层 站台层 | █ 1号线往大学城南/昆明南火车站（新亚洲体育城） |                                                    |
| 地上二层 站厅层 | 站厅                                           | 票务服务、自动售票机、一卡通充值、安检、进出站闸机 |
| 地面层          | 街道                                           | A-B出入口                                          |

## 出口
该站设有一共有4个出口：
|                           |                  |      |
| 编号                      | 建议前往的目的地 | 照片 |
| 出口 · A · 1              |                  |      |
| 出口 · A · 2 · 升降机标志 |                  |      |
| 出口 · B · 1              |                  |      |
| 出口 · B · 2              |                  |      |
| 註： 設有                 |                  |      |